# Centre sportif Richard-Bozon
Le centre sportif Richard-Bozon est un complexe sportif à Chamonix, abritant patinoire, piscine, mur d'escalade, terrain de squash et salle de musculation. Il tient son nom du guide de montagne Richard Bozon, guide de montagne décédé en 1995 lors d'une avalanche.

## Hockey sur glace
La patinoire olympique accueille l'équipe de hockey sur glace des Chamonix Hockey Club, club français le plus titré.